# Eugène Dabit
Eugène Dabit (Mers-les-Bains, 1898. szeptember 21. – Szevasztopol, 1936. augusztus 21.) francia szocialista szellemiségű író. Kezdetben festőnek készült. Legismertebb alkotása a Külvárosi szálloda (Hôtel du Nord), amelyből Marcel Carné filmet is készített. Magyarra Illyés Gyula fordította.

## Magyarul
- Szálloda a külvárosban; ford. Illyés Gyula; Franklin, Bp., 1935 (Külföldi regényírók)
- Külvárosi szálloda; ford., utószó Illyés Gyula; Magvető, Bp., 1958

## Fordítás
- Ez a szócikk részben vagy egészben  az   Eugène Dabit című angol Wikipédia-szócikk ezen változatának fordításán alapul.  Az eredeti cikk szerkesztőit annak laptörténete sorolja fel. Ez a jelzés csupán a megfogalmazás eredetét és a szerzői jogokat jelzi, nem szolgál a cikkben szereplő információk forrásmegjelöléseként.